# Neuseeländische Beachhandball-Nationalmannschaft der Frauen
Die neuseeländische Beachhandball-Nationalmannschaft der Frauen repräsentiert die New Zealand Handball Federation als Auswahlmannschaft auf internationaler Ebene bei Länderspielen im Beachhandball gegen Mannschaften anderer nationaler Verbände. Den Kader nominiert der Nationaltrainer.
Eine als Unterbau fungierende Juniorinnen-Nationalmannschaft wurde noch nicht ins Leben gerufen, das männliche Pendant ist die Neuseeländische Beachhandball-Nationalmannschaft der Männer.

## Geschichte
Beachhandball konnte sich im Vergleich zu Europa, Asien und Lateinamerika erst vergleichsweise spät in Ozeanien etablieren. Zu den ersten Staaten, in denen der Sport eine größere Zahl an Anhängern fand, war Neuseeland. Ihr Debüt bei einer internationalen Meisterschaft gab die Mannschaft als erster Vertreter Ozeaniens 2010 bei den Weltmeisterschaften, wo die Mannschaft jedoch nur den letzten Platz belegen konnte. Gemeinsam mit den großen kontinentalen Konkurrentinnen aus Australien waren die Neuseeländerinnen die einzige Mannschaft, die an allen seit 2013 ausgetragenen Ozeanienmeisterschaften teilgenommen hat. Bei den beiden ersten Austragungen waren nur die beiden großen Länder des Kontinents vertreten, Neuseeland belegte jeweils den zweiten Rang hinter Australien. 2018 und 2019 wurde das Feld größer, beide Male musste sich Neuseeland nun auch hinter Amerikanisch-Samoa einordnen. Weitere internationale Turniere fanden aufgrund der COVID-19-Pandemie längere Zeit nicht statt. Erst 2022 gab es wieder Ozeanienmeisterschaften, aufgrund der Nachwirkungen der Pandemie wieder nur zwischen Neuseeland und Australien. Erstmals konnten die Neuseeländerinnen Australien schlagen, unterlagen dennoch in der best-of-three-Serie.

## Trainer
| Cheftrainer/in - mindestens seit 2018: James Cochrane - 2019: Ben Dawson | Manager/in - 2019: Madeleine Stephen |

## Teilnahmen
| World Games - 2001: nicht eingeladen - 2005: nicht eingeladen - 2009: nicht qualifiziert - 2013: nicht qualifiziert - 2017: nicht qualifiziert - 2022: nicht qualifiziert World Beach Games - 2019: nicht qualifiziert - 2023: | Weltmeisterschaften - 2004: nicht qualifiziert - 2006: nicht qualifiziert - 2008: nicht qualifiziert - 2010: 12. - 2012: nicht qualifiziert - 2014: nicht qualifiziert - 2016: nicht qualifiziert - 2018: nicht qualifiziert - 2020: nicht qualifiziert - 2022: nicht qualifiziert | Ozeanienmeisterschaften - 2013: 2. - 2016: 2. - 2018: 3. - 2019: 3. - 2020: ausgefallen - 2022: 2. - 2023: |

- WM 2010: Sally Grant • Sandra Gmur • Nicole Odermatt • Jaclyn Parker • Jamie-Lee Taylor • Beverly Te Huia • Jocelyn Te Huia • Katerina Te Huia[3]

- OM 2013: Kader aktuell nicht bekannt

- OM 2016: Emily Ashby • Janae Cotter • Monique Dalley • Samantha Gard • Francesca Graham • Madeleine Hazelton • Erin Roxburgh • Jordan Thorstensen[4]

- OM 2018: Tamara Baker • Stacey Bascand • Daniela Conforte • Hanne De Ridder • Shrena Faitua-lati • Samantha Gard • Francesca Graham • Nore De Ridder • Jaclyn Parker • Erin Roxburgh • Jordan Thorstensen • Langi Winitana

- OM 2019: Kate Denys • Hanne De Ridder • Nore De Ridder • Rowan Moloughney • Nardia Roselli • Erin Roxburgh • Jordan Thorstensen • Hannah Wignall • Tahndae Wyatt

- Harbour City Kaohsiung Cup 2019: Hanne De Ridder • Nore De Ridder • Kate Denys • Francesca Graham • Madeline Hazelton • Charlotte Jordan • Jaclyn Parker • Erin Roxburgh-Makea • Jordan Thorstensen • Te Rangi Winitana

- OM 2022: Cassandra Dawson • Kianna Dawson • Kate Denys • Francesca Graham • Kristina Hames • Rowan Moloughney • Erin Roxburgh-Makea • Jordan Thorstensen • Annalise Wilson • Tahndae Wyatt • Ersatz: Madeleine Hazelton • Laura Macready • Chantelle Murrell[5]

- OM 2023: Cassandra Dawson • Kianna Dawson • Francesca Graham • Kristina Hames • Rowan Moloughney • Jaclyn Parker • Erin Roxburgh-Makea • Jordan Thorstensen • Annalise Wilson • Tahndae Wyatt • Ersatz: Taylor Noble[6]